# Coenobius wittmeri
Coenobius wittmeri es un coleóptero de la familia Chrysomelidae.
Fue descrita científicamente en 1995 por Lopatin.